# Odžak (Hadžići, BiH)
Odžak je naselje u općini Hadžići, Federacija BiH, BiH.

## Stanovništvo
Nacionalni sastav stanovništva 1991. godine, bio je sljedeći:
ukupno: 95
- Srbi - 95 (100%)